# Жбанов, Георгий Игоревич
Гео́ргий И́горевич Жба́нов (род. 11 октября 1997 или 10 октября 1997, Екатеринбург) — российский профессиональный баскетболист, играющий на позиции атакующего защитника.

## Карьера
В детстве Жбанов занимался бальными танцами, но в 4 классе отец Георгия привёл его в баскетбольную секцию.
С 2013 по 2015 год Жбанов выступал в составе «Динамо-УОР-2» в Единой молодёжной лиге ВТБ. В 2015, году из-за финансовых трудностей, баскетбольный клуб «Динамо» был расформирован и перед Георгием был поставлен выбор продолжения карьеры: «Нижний Новгород», УНИКС или «Химки». Георгий выбрал молодёжную команду «Нижнего Новгорода».
В сезоне 2015/2016 Жбанов провёл 36 матчей в Единой молодёжной лиге ВТБ и набирал в среднем 10,7 очка, 4,1 подбора и 1,2 передачи.
В июле 2016 года подписал 3-летний контракт с основной командой «Нижнего Новгорода».
24 января 2017 года стало известно, что Георгий попал в состав сборной Единой молодёжной лиги ВТБ и примет участие в «Матче молодых звёзд» в Сочи. Жбанов получил место в команде, став победителем опроса в социальных сетях. В этом матче Георгий провёл на паркете 11 минут и 12 секунд, записав на свой счёт 1 передачу и 1 перехват.
В сезоне 2018/2019 статистика Жбанова в Единой лиге ВТБ составила 4,1 очка, 2,3 подбора и 1,6 передачи. В Лиге чемпионов ФИБА его показатели — 1,1 очка, 1,6 подбора и 0,2 передачи.
В июле 2019 года Жбанов подписал с «Нижним Новгородом» новый 4-летний контракт.
В сезоне 2019/2020 статистика Жбанова в 14 матчах Единой лиги ВТБ составила 3,1 очка, 1,4 подбора и 0,4 передачи. В 12 играх Лиги чемпионов ФИБА набирал 2,1 очка, 0,5 подбора и 0,5 передачи.
В июле 2020 года Жбанов перешёл в УНИКС. В составе команды Георгий стал серебряным призёром Еврокубка и Единой лиги ВТБ. В общей сложности Георгий провёл 46 матчей и набирал в среднем 2 очка и 1,5 подбора.
В июне 2021 года Жбанов подписал новый контракт с УНИКСом.
В сезоне 2021/2022 Жбанов стал бронзовым призёром Единой лиги ВТБ и чемпионата России. В 22 матча Единой лиги ВТБ статистика Георгия составила в среднем 2,8 очка, 1,2 подбора и 0,8 перехвата.
В июне 2022 года Жбанов продлил контракт с УНИКСом.
В сезоне 2022/2023 Жбанов стал чемпионом Единой лиги ВТБ и чемпионом России.
В июне 2023 года Жбанов подписал 2-летний контракт с «Зенитом».
В сезоне 2023/2024 Жбанов стал бронзовым призёром Единой лиги ВТБ и чемпионата России, победителем Суперкубка Единой лиги ВТБ и Кубка России.
В январе 2025 года, по итогам голосования СМИ, Жбанов был выбран для участия в «Матче всех звёзд Единой лиги ВТБ». В этом матче Георгий провёл на площадке 22 минуты 32 секунды и набрал 13 очков, 3 передачи, 1 подбор и 2 перехвата.
В сезоне 2024/2025 Жбанов стал серебряным призёром Единой лиги ВТБ и чемпионата России, а также бронзовым призёром Суперкубка Единой лиги ВТБ.
В июне 2025 года Жбанов подписал новый 3-летний контракт с «Зенитом».

## Сборная России
В мае 2017 года Жбанов попал в число 17 игроков, получивших приглашение в юношескую сборную России (до 20 лет) для подготовки к чемпионату Европы.
В июне 2019 года Жбанов получил приглашение в открытый тренировочный лагерь для ближайшего резерва сборной России.
В ноябре 2021 года Жбанов был включён в расширенный состав сборной России для участия в подготовке к матчам квалификации Кубка мира-2023 со сборными Италии и Исландии.

## Киберспорт
В апреле 2020 года Жбанов принял участие в кибербаскетбольном кубке по NBA 2K20 «Pro Cup», организованном Единой лигой ВТБ. На групповом этапе, играя командами «Даллас Маверикс», «Голден Стэйт Уорриорз» и «Хьюстон Рокетс», Георгий победил телеведущего Никиту Загдая (78:56), но уступил Сергею Долинину (52:67) и Джордану Теодору (64:71) и не вышел в плей-офф турнира.

## Достижения
- Серебряный призёр Еврокубка: 2020/2021
- Чемпион Единой лиги ВТБ: 2022/2023
- Серебряный призёр Единой лиги ВТБ (2): 2020/2021, 2024/2025
- Бронзовый призёр Единой лиги ВТБ (2): 2021/2022, 2023/2024
- Обладатель Суперкубка Единой лиги ВТБ: 2023
- Бронзовый призёр Суперкубка Единой лиги ВТБ (2): 2022, 2024
- Чемпион России: 2022/2023
- Серебряный призёр чемпионата России (2): 2020/2021, 2024/2025
- Бронзовый призёр чемпионата России (2): 2021/2022, 2023/2024
- Обладатель Кубка России: 2023/2024
- Серебряный призёр Кубка России (2): 2017/2018, 2018/2019